# Marc II Crispo
Marc II Crispo era fill de Francesc I Crispo d'Ios. Va heretar del seu pare a la seva mort el 1494, les senyories d'Ios i Santorí.
Va morir el 1508 i va deixar una sola filla, Adriana, que va heretar les dues senyories i es va casar el mateix any amb Alexadre Pisani, senyor d'Anafi i d'Andíparos.